# Morsang-sur-Seine
Morsang-sur-Seine – miejscowość i gmina we Francji, w regionie Île-de-France, w departamencie Essonne. Przez miejscowość przepływa Sekwana. 
Według danych na rok 1990 gminę zamieszkiwało 350 osób, a gęstość zaludnienia wynosiła 80 osób/km² (wśród 1287 gmin regionu Île-de-France Morsang-sur-Seine plasuje się na 894. miejscu pod względem liczby ludności, natomiast pod względem powierzchni na miejscu 723.).